# Øvre Årdal
Øvre Årdal este o localitate din comuna Årdal, provincia Sogn og Fjordane, Norvegia, cu o suprafață de 1,87 km² și o populație de 3.206 locuitori (2013).